# Лінкольн (округ Кевоні, Вісконсин)
Лінкольн (англ. Lincoln) — місто (англ. town) в США, в окрузі Кевоні штату Вісконсин. Населення — 932 особи (2020).

## Демографія
Згідно з переписом 2010 року, у місті мешкало 948 осіб у 350 домогосподарствах у складі 265 родин. Було 381 помешкання
Расовий склад населення:
| - 98,5 % — білих - 0,2 % — азіатів - 0,1 % — чорних або афроамериканців |

До двох чи більше рас належало 0,8 %. Частка іспаномовних становила 4,6 % від усіх жителів.
За віковим діапазоном населення розподілялося таким чином: 24,4 % — особи молодші 18 років, 62,9 % — особи у віці 18—64 років, 12,7 % — особи у віці 65 років та старші. Медіана віку мешканця становила 39,1 року. На 100 осіб жіночої статі у місті припадало 101,3 чоловіків;  на 100 жінок у віці від 18 років та старших — 104,9 чоловіків також старших 18 років.
Середній дохід на одне домашнє господарство  становив 66 317 доларів США (медіана — 59 000), а середній дохід на одну сім'ю — 75 365 доларів (медіана — 70 417). Медіана доходів становила 40 966 доларів для чоловіків та 30 662 долари для жінок. За межею бідності перебувало 17,0 % осіб, у тому числі 27,1 % дітей у віці до 18 років та 12,0 % осіб у віці 65 років та старших.
Цивільне працевлаштоване населення становило 541 особа. Основні галузі зайнятості: виробництво — 22,2 %, освіта, охорона здоров'я та соціальна допомога — 16,6 %, сільське господарство, лісництво, риболовля — 16,3 %.